# Romulus Marchiș
Romulus George Marchiș (n. 18 decembrie 1865, Homorodu de Mijloc, comitatul Sătmar, Regatul Ungariei – d. 4 aprilie 1925, Carei, județul Satu-Mare, Regatul României) a fost un deputat în Marea Adunare Națională de la Alba Iulia, organismul legislativ reprezentativ al „tuturor românilor din Transilvania, Banat și Țara Ungurească”, cel care a adoptat hotărârea privind Unirea Transilvaniei cu România, la 1 decembrie 1918.

## Biografie
A fost fiul fostului protopop din Carei, Gheorghe Marchiș, și al fiicei protopopului din Bârsău, județul Satu Mare, Iuliana Cionca.
Urmează studii liceale la Beiuș și Sibiu, luându-și bacalaureatul în 1884. Absolvent al teologiei latine din Satu Mare, a fost hirotonit preot în 18 aprilie 1889. În primul an de preoție a fost administrator al parohiei Virtiș (Létavértes), localitate aflată astăzi în Ungaria.
Ulterior a fost numit paroh în comuna Tămaia, județul Satu-Mare, pentru ca în anul 1909 să devină protopop unit (greco-catolic) în Carei. Din 1924 ocupă postul de vicar episcopal în Carei.
A fost căsătorit cu Elisabeta Sarkadi.

## Activitatea politică
Ca deputat în Adunarea Națională din 1 decembrie 1918 a fost delegat al Vicariatului Unit al Careilor Mari. S-a remarcat prin înverșunatele lupte duse pentru apărarea și menținerea limbii românești în biserică, în contextul înființării Episcopiei de Hajdúdorog. După Marea Unire a fost ales membru al Sfatului Național și senator în mai multe sesiuni.

## Recunoașteri
Pentru activitatea sa a fost decorat cu Coroana României în grad de Comandor.

## Lectură suplimetară
- Ioan I. Șerban, Nicolae Josan (coord.), Dicționarul personalităților Unirii. Trimișii românilor transilvăneni la Marea Adunare Națională de la Alba Iulia, Alba Iulia, Editura Altip, 2003.
- Daniela Comșa, Eugenia Glodariu, Maria M. Jude, Clujenii și Marea Unire, Muzeul Național Transilvania, Cluj-Napoca, 1998
- Florea Marin, Medicii și Marea Unire, Editura Tipomur, Târgu Mureș, 1993
- Silviu Borș, Alexiu Tatu, Bogdan Andriescu, (coord.), Participanți din localități sibiene la Marea Adunare Națională de la Alba Iulia din 1 decembrie 1918, Editura Armanis, Sibiu, 2015